# Kleinzee
Kleinzee of Kleinsee is een dorpje aan de westkust gelegen in de gemeente Nama Khoi in de regio Namakwaland in de Zuid-Afrikaanse provincie Noord-Kaap. Het ligt 72 km zuidoostelijk van Port Nolloth en 105 km westelijk van Springbok aan de monding van Buffelsrivier aan de Atlantische Oceaan. Het dichtstbijzijnde dorp is Grootmis, zowat 10 km verder landinwaarts gelegen aan de regionale weg R355. De Buffelsrivier "stroomt" door Kleinzee, maar de meeste tijd is het alleen maar een droge rivierbedding, aangezien de rivier slechts gemiddeld één keer in de 10 jaar echt stroomt. Het dorpje is bekend voor zijn diamantdelverij.

## Geschiedenis
Het dorpje is ontstaan toen in 1925 spoeldiamanten werden ontdekt door een onderwijzer, ene De Villiers en een bouwer ene Alberts. De exploiratie werd over genomen door de  Cape Coast Exploration Company Ltd en later door De Beers Consolidated Mines. Het dorp is gesticht in 1927. De naam Kleinzee verwijst naar een lagune aan de monding van de Buffelsrivier.
Voorheen schommelde het bevolkingsaantal rond 2.000 inwoners maar dit is de laatste jaren aanzienlijk gedaald doordat in 2009 de mijnbouw activiteiten sterk zijn reduceerd.